# Quadricalcarifera kebeae
Quadricalcarifera kebeae är en fjärilsart som beskrevs av George Thomas Bethune-Baker 1904. Quadricalcarifera kebeae ingår i släktet Quadricalcarifera och familjen tandspinnare. Inga underarter finns listade.